# Sabine Zwiener
Sabine Beate Zwiener (5 dicembre 1967) è un'ex mezzofondista tedesca.

## Palmarès

### Europei indoor
- 2 medaglie:
  - 1 oro (Budapest 1988 negli 800 m piani)
  - 1 argento (Glasgow 1990 negli 800 m piani)

### Europei under 20
- 2 medaglie:
  - 1 oro (Cottbus 1985 nella staffetta 4x400 m)
  - 1 bronzo (Cottbus 1985 nei 400 m ostacoli)